# Cornelia Sideri
Cornelia Sideri (Bucarest, 29 de diciembre de 1938) es una deportista rumana que compitió en piragüismo en la modalidad de aguas tranquilas. Participó en los Juegos Olímpicos de Tokio 1964, obteniendo una medalla de bronce en la prueba de K2 500 m.

## Palmarés internacional
| Juegos Olímpicos | Juegos Olímpicos | Juegos Olímpicos  | Juegos Olímpicos |
| Año              | Lugar            | Medalla           | Competición      |
| ---------------- | ---------------- | ----------------- | ---------------- |
| 1964             | Tokio (Japón)    | Medalla de bronce | K2 500 m         |